# 聖彼得島

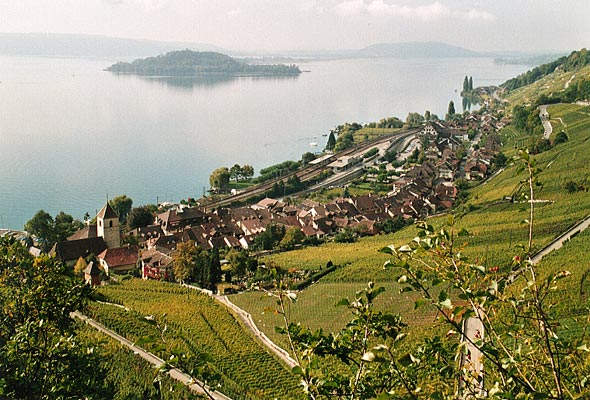

聖彼得島（德語：St. Petersinsel）是瑞士的島嶼，位於比爾湖，由伯恩州負責管轄，長4.7公里、寬0.75公里，面積1.76平方公里，最高點海拔高度474米，該島的修道院在1127年建成，1983年人口僅5人。
47°04′15″N 7°08′33″E / 47.07083°N 7.14250°E